# Nambol
Nambol is een nagar panchayat (plaats) in het district Bishnupur van de Indiase staat Manipur. 

## Demografie
Volgens de Indiase volkstelling van 2001 wonen er 18.117 mensen in Nambol, waarvan 50% mannelijk en 50% vrouwelijk is. De plaats heeft een alfabetiseringsgraad van 68%. 